# Johan Hjort
Johan Hjort est un zoologiste norvégien, né le 18 février 1869 et mort le 7 octobre 1948.
Hjort est spécialisé sur la zoologie marine et les pêches. Il obtient un titre de docteur en 1902 à l'université de Munich. Il est le premier directeur de l'Institut norvégien de recherches marines de Bergen de 1900 à 1916. Il est l'auteur de Fluctuations in the Great Fisheries of Northern Europe publié dans « Rapports et Procès-Verbaux des Réunions du Conseil international pour l'exploration de la mer » (1914) qui joue un rôle déterminant dans l'étude scientifique des pêches.
Son fils, Johan Bernhard Hjort (1895-1969), est un des cofondateurs du parti nationaliste Nasjonal Samling et joue un rôle central dans l'opération humanitaire dite des Bus blancs au cours de la Seconde Guerre mondiale.
L'IPNI lui attribue une abréviation en botanique pour des travaux en phycologie, sans plus de précision.